# ОШ „Цветин Бркић” Глушци
ОШ „Цветин Бркић”  је основна школа која се налази у насељу Глушци, општина Богатић. Основана је 1842. године. 

## Опште информације
Школу тренутно похађа 205 ученика од првог до осмог разреда. Поред учионица опште намене, Основна школа „Цветин Бркић“ има и информатички кабинет и библиотеку.

## Историјат
Према Милану Ђ. Милићевићу, школа у Глушцима почела је са радом 1840. године, али у извештају Начелства округа шабачког за ту годину нема помена о постојању школе у Глушцима. Она се у извештају Начелства први пут помиње фебруара 1842. године.
Глушачка школа је у току своје дуге историје функционисала у оквиру 3 зграде. Најстарија је подигнута убрзо након оснивања школе. Друга је рађена 1864/65. г. у којој је била једна учионица и стан за учитеља. Последња, планска школа, завршена 1904. г., имала је две учионице.
Између два рата у школи је увек био велики број ученика са којима је радило четири учитеља. Занимљив је податак да је школске 1939/40. г. било чак 145 првака.
Школи у Глушцима припојена је 1957. године школа из Узвећа, а 1967. и школа из Мачванског Метковића. Школа је учествовала је и на многим такмичењима у општини, региону и Републици где је добила више похвалница, захвалница и признања, као, на пример, на Југословенским дечијим играма 1965. године, или на првом Републичком такмичењу ученика основних школа 1969. године. За дугогодишњи стваралачки рад Школа је 1970. године добила општинску награду ”Седми август”, а 1982.  освојила је прво место на Регионалном такмичењу основних школа. Веома добре резултате постизале су рукометна и кошаркашка секција, а од 1983. године, два пута годишње, школа је неколико година издавала ученички лист “Бубања”.
Постојећи простор више пута је дограђиван и преуређиван. Три учионице дозидане су 1964. године, а школске 1969/1970. подигнута је помоћна зграда и урађени фискултурни и саобраћајни полигони. Још две учионице, радионица и санитарни чвор урађени су 1978. године, парно грејање уведено је 1983, а прилазне стазе око зграде урађене су 1985. године.
У школској 1984/1985. години у Основној школи “Цветин Бркић” 26 наставника држало је часове за 464 ученика, а тај период био је обележен и успесима на пољу предшколског васпитања.
Тек школске 1997/1998. године, за обележавање 130 година издвојеног одељења у Узвећу, школа је окречена, замењена су улазна врата, набављена нова учила, а простор намењен деци предшколског узраста осликан је ликовима из бајки.
На крају 20. века, матична школа у Глушцима радила је у две смене. Простор и намештај били су донекле адекватни.
Школске 2001/2002. године радило се на побољшању материјално-техничких и хигијенских услова рада. Ограђено је школско двориште, уређен парк и постављене клупе, унутрашњост зграде је окречена, а у три учионице промењени су подови. Обезбеђен је простор за школску библиотеку.
Следеће, 2002/2003. школске године набављен је синтисајзер и пет компјутера, а у Метковићу је опремљен санитарни чвор.
У учионицама опште намене учило је 407 ученика у 20 одељења – 12 нижих и 8 виших разреда. Из Метковића у Глушце путовало 9, а из Узвећа 61 ученик.

## Галерија
- Споменик испред школе